# Rosa Flesch

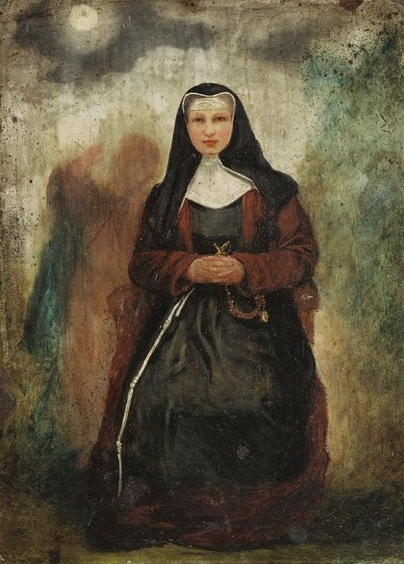
Rosa Flesch im Alter von etwa 40 Jahren, gemalt von Octavie de Lasalle

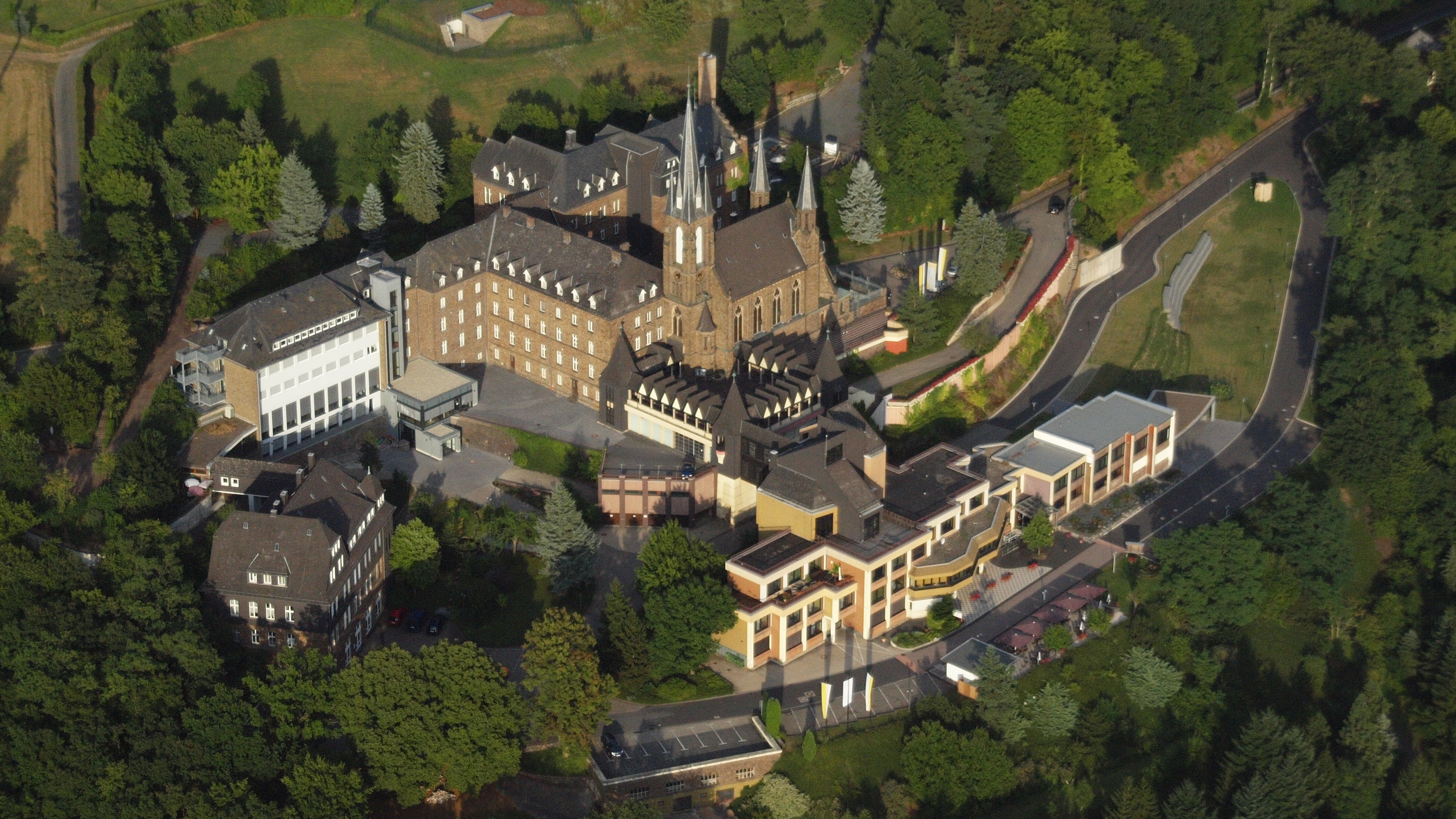
Waldbreitbach, Kloster Marienhaus

M. Rosa Flesch FBMVA (* 24. Februar 1826 in Schönstatt bei Vallendar; † 25. März 1906 im Kloster Marienhaus bei Waldbreitbach; eigentlich Margaretha Flesch) war die Gründerin der Waldbreitbacher Franziskanerinnen von der allerseligsten Jungfrau Maria von den Engeln. Das Mutterhaus dieses Ordens ist das Kloster Marienhaus unterhalb des Waldbreitbacher Ortsteils Glockscheid. Sie wurde 2008 von der katholischen Kirche seliggesprochen.

## Leben
In Margarethas Geburtsjahr 1826 hatte ihr Vater Johann Georg Flesch, Ölmüller von Beruf, seinen Arbeitsplatz in der Klostermühle von Schönstatt bei Vallendar. Nach einigen kurzzeitigen Umzügen pachtete er 1838 eine eigene Mühle im Fockenbachtal bei Niederbreitbach (gemeinhin Flesch-Mühle genannt). Zu Margarethas Familie gehörten zu diesem Zeitpunkt neben dem Vater eine Stiefmutter (ihre leibliche Mutter war 1832 verstorben), zwei jüngere Geschwister und drei Halbgeschwister. Da sich mehrere Müller im Fockenbachtal gegenseitig Konkurrenz machten, lebten die Fleschs stets in Existenznöten und waren zu arm, die Taxe für den Erwerb des Bürgerrechts zu bezahlen. Trotzdem legten die Eltern Wert darauf, dass ihre Kinder zur Schule gehen konnten.
Nach dem Tod des Vaters 1842 hatte Margaretha mit 16 Jahren die Verantwortung für ihre Familie zu tragen. Sie sammelte Heilkräuter in der Natur des Fockenbachtals und stellte Tees daraus her, die sie an die einzige Apotheke Waldbreitbachs verkaufte. Als Autodidaktin beschäftigte sie sich mit der Krankenpflege.
1851 verließ Margaretha ihr Elternhaus und zog mit ihrer Schwester Maria Anna in eine der beiden Eremitenwohnungen in der Kreuzkapelle an der Wied zwischen Waldbreitbach und Hausen. Die Bedingungen in der unbeheizten Behausung in schneereichen Wintern waren hart. Zwischen 1852 und 1863 lebte sie von Handarbeitsunterricht in verschiedenen Schulen, übernahm Näh- und Flickarbeiten, war in der ambulanten Krankenpflege tätig und kümmerte sich um Waisenkinder ihrer Umgebung. Wann Margaretha, die dem 1850 in Waldbreitbach eingeführten Pfarrer Jakob Gomm eng verbunden war, die ersten Kontakte zu den Franziskanern knüpfte, ist nicht bekannt; für 1854 sind sie erstmals nachweisbar. Es ist als gesichert anzusehen, dass Margaretha niemals Mitglied des Dritten Ordens in Waldbreitbach war. Die Nähe zum heiligen Franziskus von Assisi hatte sie schon in frühester Kindheit.
Während es Margarethas Schulkameraden Peter Wirth schon 1862 gelang, einen eigenen Orden der Franziskanerbrüder vom Heiligen Kreuz zu gründen, wurde ihr eigenes Gesuch, ein Kranken- und Waisenhaus erbauen und eine neue franziskanische Gemeinschaft gründen zu dürfen, von Pfarrer Gomm zunächst abgewiesen. Margaretha Flesch hatte mit ihrer kranken Schwester und einigen Gefährtinnen, die sich ihr angeschlossen hatten, sogar 1860 zu Gunsten der Franziskanerbrüder die Kreuzkapelle verlassen und in eine kleine Wohnung umziehen müssen. Mit Hilfe ihres Stiefbruders Ägidius errichtete sie dann jedoch ohne Unterstützung der Pfarrei ein einfaches Wohnhaus mit Krankentrakt auf dem Kapellenberg, auf dem sie 1857 felsiges Land günstig erworben hatte. 1863 erhielt Margaretha dann doch die Genehmigung, Ordensgelübde abzulegen. Dabei nahm sie den Ordensnamen Maria Rosa an.
Bis zum ersten Generalkapitel leitete Mutter Rosa ohne Statuten die von ihr gegründete Gemeinschaft. Erst nach sechs Jahren wurde am 21. Oktober 1869 die Satzung verabschiedet und Mutter Rosa nahezu einstimmig zur ersten Generaloberin gewählt. Dieses Amt behielt sie bis 1878 mit vergleichbarem Ergebnis nach zwei im Drei-Jahres-Turnus erfolgten Wiederwahlen bei. Zu diesem Zeitpunkt waren von den Franziskanerinnen von Waldbreitbach schon über 21 Filialen mit über 100 Schwestern gegründet worden.
1878 musste Mutter Rosa gemäß den Ordensstatuten nach zwei Wiederwahlen für mindestens eine Amtsperiode aussetzen. 1881 wäre eine Wiederwahl möglich gewesen, jedoch erhielt sie nie mehr eine leitende Funktion und lebte – nach vorübergehender Tätigkeit in anderen Filialen – als einfache Schwester im Kloster Marienhaus bis zu ihrem Tod am 25. März 1906. Über die letzten 30 Jahre ihres Lebens ist kaum etwas aus erster Hand bekannt, denn alle ihre eigenhändigen Aufzeichnungen wurden vorsätzlich vernichtet, um das Gedächtnis an die Gründerin auszulöschen. Ein letztes Foto von 1905 zeigt sie 79-jährig im Rollstuhl an der Seite ihrer Nachfolgerin als Generaloberin, Schwester Agatha Simons.

## Orden
Die Waldbreitbacher Franziskanerinnen sind eine Kongregation des regulierten Dritten Ordens des Heiligen Franziskus, dem eine Vielzahl von im 19. Jahrhundert gegründeten Franziskanerinnen-Ordensgemeinschaften angehören; von ihnen zu unterscheiden sind die nicht regulierten, zum Ordo Franciscanus Saecularis (OFS, früher: Franziskanische Gemeinschaft (FG)) formierten Laiengruppen außerhalb der Klöster.
Neben den Einkehr- und Bildungsangeboten im Kloster Marienhaus selbst unterhält die durch den Orden 1903 gegründete GmbH heute über 50 soziale Einrichtungen (Krankenhäuser, Altenheime, Kinderheime, Hospize, Bildungsstätten) in den Bundesländern Nordrhein-Westfalen, Rheinland-Pfalz, Hessen und dem Saarland mit über 11.000 Beschäftigten.

## Rezeption
Der offizielle Nachruf zu Mutter Rosas Tod 1906 lautete, sie habe sich 1878 aus „Erschöpfung“ freiwillig aus der Ordensleitung zurückgezogen. Dieses nicht nur durch die Presse geschaffene Bild erklärt das anfängliche Desinteresse der Nachwelt an der Person der Gründerin. Sie erhielt zunächst nur ein einfaches Grab auf dem Friedhof des Mutterhauses. Erst nach dem Tod ihres größten Widersachers, des geistlichen Rektors der Gemeinschaft, Konrad Probst, im Jahre 1915 wurden die Überreste auf Veranlassung seines Nachfolgers in die neu geschaffene Gruft auf dem Mutterhausfriedhof überführt. Mit dem Beginn des Seligsprechungsprozesses 1957 wurden ihre sterblichen Überreste rekognosziert. Im Jahre 1987 wurde der Sarg Mutter Rosas feierlich an seine jetzige Stelle in der Kirche des Mutterhauses überführt.
Erst Mitte des 20. Jahrhunderts entstanden Publikationen dreier Theologen über Mutter Rosa, die versuchten, ihr Leben und Werk zu rekonstruieren. Sie konnten jedoch die in den Archiven von Waldbreitbach, Koblenz und Trier liegenden Aufzeichnungen von Mitschwestern und Familienmitgliedern nicht vollständig auswerten. Darüber hinaus versuchten die jeweiligen Ordensleitungen die Autoren in ihren Darstellungen maßgeblich zu beeinflussen. Groeteken etwa musste den Druck seines 1940 abgeschlossenen Manuskripts vor dem Kirchengericht des Erzbistums Köln einklagen. Verbreitet wurde das Werk auf Veranlassung des Ordens trotzdem nicht.
Eine flächendeckende Auswertung von zuvor unbeachtetem – möglicherweise auch absichtlich unterschlagenem – Quellenmaterial durch eine neuere Publikation des Kölner Theologen Hans-Joachim Kracht (2005) erhärtet die schon in den früheren Arbeiten implizit angedeutete These, dass Mutter Rosa Opfer einer Intrige des Rektors Konrad Probst im Bündnis mit Schwester Agatha Simons wurde. Beide gehörten einer jüngeren Generation an, und es war zu Meinungsverschiedenheiten mit Mutter Rosa in organisatorischen Fragen des Gemeinschaftsalltags gekommen. Nach Kracht und Böckeler manipulierte 1881 der Rektor die Wahl und drohte den wahlberechtigten Schwestern im Falle von Mutter Rosas Wiederwahl mit Ausschluss. Obwohl der Rektor keinerlei Kompetenz gehabt hätte, seine Drohung umzusetzen, ließen sich viele Schwestern davon einschüchtern. Die meisten von Mutter Rosas Gefährtinnen der ersten Stunde hätten daraufhin den Orden verlassen, die Verbliebenen durch ihr Schweigen das Vergessen der Gründerin provoziert. Um 1900 wussten viele Ordensschwestern der Folgegeneration nicht mehr, dass es sich bei der gehbehinderten Schwester Rosa, die sie als Herstellerin von Paramenten und Kräutergärtnerin kannten, um die Ordensgründerin handelte.
Zum Gedenken ihres 100. Todestages fanden in verschiedenen Krankenhäusern, beispielsweise in Wadern und St. Wendel, Ausstellungen und Retrospektiven zum Leben Mutter Rosas und zur Geschichte der Ordensgemeinschaft statt.
Die nur noch durch Dritte überlieferten Originalaussagen Mutter Rosas, die Hans-Joachim Kracht zusammentrug, zeichnen das Bild eines persönlich bescheidenen, jedoch in der Sache resoluten Charakters. Mutter Rosa war zu einem Leben in evangelischer Armut berufen und wünschte die konsequente Umsetzung dieses Ideals auch für ihre klösterliche Gemeinschaft. Die Initiation eines so weit verzweigten und überregional organisierten Ordens hatte sie nicht geplant.

## Seligsprechung
Am 18. März 1957 leitete Jakob Backes, von 1952 bis 1957 Rektor bei den Waldbreitbacher Franziskanerinnen, die Unterlagen für die Diözese Trier zur weiteren Prüfung an den Vatikan weiter, um den Seligsprechungsprozess einzuleiten. Dort benötigte die zuständige Kongregation 27 Jahre (1972–1999) zur Auswertung des Materials und der Zeugenaussagen. Am 19. April 2005 gab die Prüfungskommission ein positives Votum ab. Im April 2006 wurde in einem Dekret der Kongregation für die Selig- und Heiligsprechungsprozesse bekannt, dass Papst Benedikt XVI. die „heroischen Tugenden“ Mutter Rosas offiziell bestätigte. Am 6. Juli 2007 bestätigte Benedikt XVI., dass auf die Anrufung von Mutter Rosa hin ein Heilungswunder erfolgte. Damit war der Seligsprechungsprozess formal beendet. Das Seligsprechungsdekret wurde von Benedikt XVI. auf den Tag der Seligsprechung ausgefertigt. Sie fand am 4. Mai 2008 im Trierer Dom statt und war die erste Seligsprechung dort. Joachim Kardinal Meisner nahm als Delegat des Papstes die Seligsprechung vor.
Der Gedenktag von Mutter Rosa Flesch wird jährlich am 19. Juni, dem Jahrestag ihrer ewigen Profess, gefeiert.

## Darstellungen in der Kunst
- Die älteste bekannte Darstellung ist ein Ölgemälde von Octavie de Lasalle (1866), das in der Klausur des Klosters Marienhaus hängt.
- Eines der von Helmut Rams (1924–1975) im Jahr 1956 gestalteten Glasfenster in der Waldbreitbacher Pfarrkirche stellt Mutter Rosa im Zug der Ordensleute dar, die aus der Kreuzkapelle kommen und dem Lamm Gottes entgegengehen.
- 21 von Karl Unverzagt im Jahr 1980 entworfene Türbilder mit Szenen aus Mutter Rosas Leben hängen im Bildungs- und Tagungshaus des Klosters Marienhaus.
- Eines der im Rahmen des Gesamtkonzepts „Frauen in der Heilsgeschichte“ von Hans Gottfried von Stockhausen im Jahr 1992 ausgeführten Chorfenster der Liebfrauenkirche (Koblenz) ist die erste Darstellung Mutter Rosas außerhalb von Waldbreitbach.
- In der Kirche Mariae Heimsuchung in Wadgassen im Saarland hat der Kölner Künstler Clemens Hillebrand Mutter Rosa in einem der zwölf Fenster im Kirchenschiff dargestellt.
- Anlässlich ihrer Seligsprechung wurde im Westchor des Trierer Doms eine in etwa lebensgroße Mutter-Rosa-Plastik von Elisabeth Wagner aufgestellt. Die Figur befindet sich in einer barocken Nische, in der ursprünglich eine Apostelfigur stand, die später verloren ging. In weiteren Nischen befinden sich Standbilder weiterer Trierer Seliger, Peter Friedhofen und Blandine Merten.[2]

## Ehrungen
- In Niederbreitbach und in Waldbreitbach ist eine Straße (Margaretha-Flesch-Straße) nach Rosa Flesch benannt.